# Інґе
«Інґе» — роман-літературне дослідження головних дійових осіб відомих подій української історії українського письменника Сергія Германа  — відомого в минулому журналіста, автора, виданих до цього, вже двох художніх книг.
Книга видана в 2012 році двохтисячним тиражем київським видавництвом «Ярославів Вал» в серії «Червоне та чорне».
Літературний редактор — Оксана Думанська, художник – Олег Коваленко, автор обкладинки – Сергій Тарасенко.

## Зміст книги
Книга складається з двох частин і передмови автора.
Автор в передмові пише, що при роботі над книгою він користувався фактичним матеріалом з книги «Московські вбивці Бандери перед судом», підготовленого Данилом Чайковським і якою може скористатися «охочий докладно з’ясувати для себе історію Сташинського і глибше зрозуміти епоху, на тлі якої вона розгорталася». Роман же про взаємини між людьми.

## Сюжет і головні герої
Події, які описані в романі, становлять інтерес для кожного українця, який цікавиться історією. Мова йде про вбивство радянським агентом Богданом Сташинським відомих діячів українського визвольного руху Лева Ребета і Степана Бандери.
Як відомо, під впливом своєї дружини – німкені Інґе, Стащинський здався американській окупаційній владі Західного Берліну. Через деякий час відбувся судовий процес над вбивцею, про хід якого повідомляли всі західні засоби інформації.
Автор роману «Інґе» Сергій Герман, за його ж словами, провів літературне дослідження – моделювання еволюції особи головної героїні: причин, чому глибоко віруюча жінка страждаючи, в душі засуджуючи вбивцю, все ж не покидає його – бо причина цьому Любов. За словами автора – це роман про Любов.
«Людські пристрасті, їх вплив на розвиток тих чи інших подій, іноді настільки неймовірних, що навіть важко повірити у їхню реальність – ось що, в першу чергу, бачилось важливим у постаті Інґе.»

## Сильні та слабкі сторони роману
Роман написаний хорошою мовою (відчувається і рука літературного редактора), читається з захопленням. Особливо літературні гурмани відмітять ті сторінки книги, де Сташинський зізнається Інґе про свою злочинну діяльність. Останні сторінки книги читаються з таким інтересом, якому могли б позаздрити творці найкращих детективних романів[джерело?].
До слабких сторін роману слід віднести недостатнє розкриття постаті Сташинського[джерело?].

## Жорстка позиціяУНА-УНСОщодо книги Сергія Германа «Інґе»
«Книга Сергія Германа «Інґе» про історію відносин вбивці провідника українських націоналістів Степана Бандери Богдана Сташинського із німецькою жінкою Інґе закладає небезпечну тенденцію - в час, коли історія життя самого Провідника ще недостатньо описана в художній літературі, тут же паралельним курсом формується культ зрадництва. Сергій Герман цією книгою створює привабливий образ зрадника - читачеві не пропонується два українських шляхи - шлях Бандери і шлях Сташинського, а сам лише шлях Сташинського …
… Справжню націю можна виховати не на прикладі життя її зрадників, а на прикладі життя її справжніх героїв.»